# Toornslangachtigen
Toornslangachtigen (Colubridae) vormen een familie van slangen.
Het is een zeer grote groep die bekend staat onder verschillende Nederlandstalige namen zoals gladde slangen, toornslangen en ringslangachtigen.
Deze familie wordt onderverdeeld in vijf erkende onderfamilies. Er zijn enkele families afgesplitst die tegenwoordig als een aparte familie worden beschouwd, zoals de familie Dipsadidae en de familie waterslangen (Natricidae). Veel soorten zijn hierdoor de afgelopen jaren diverse keren van wetenschappelijke naam verwisseld, wat voor verwarring kan zorgen. Er zijn meer dan 300 geslachten en meer dan duizend soorten, waarmee het veruit de grootste familie van slangen is.

## Uiterlijke kenmerken
Door het grote soortenaantal zijn er maar weinig kenmerken die voor de hele familie gelden, zowel wat betreft de levenswijze als de uiterlijke kenmerken.

## Levenswijze
De meeste soorten zijn niet giftig al zijn er enkele uitzonderingen. Sommige soorten wurgen de prooi of hebben zich gespecialiseerd in bepaalde groepen prooidieren, zoals hagedissen, slakken of eieren van andere dieren.

## Verspreiding en habitat
Gladde slangen komen wereldwijd voor en leven in de meest uiteenlopende habitats. In Nederland en België komt één soort voor; de gladde slang (Coronella austriaca).

## Taxonomie
Familie Colubridae
- Onderfamilie Ahaetuliinae
- Onderfamilie Calamariinae
- Onderfamilie Colubrinae
- Onderfamilie Grayiinae
- Onderfamilie Sibynophiinae

Superfamilie Acrochordoidea

Acrochordidae (Wrattenslangen)
Superfamilie Uropeltoidea

Anomochilidae ·
Cylindrophiidae (Cilinderslangen) ·
Uropeltidae (Schildstaartslangen)
Superfamilie Pythonoidea

Loxocemidae (Spitskoppythons) ·
Pythonidae (Pythons) ·
Xenopeltidae (Aardslangen)
Superfamilie Booidea

Boidae (Boa's)
Superfamilie Colubroidea

Colubridae (Toornslangachtigen)
Superfamilie Elapoidea

Atractaspididae ·
Cyclocoridae ·
Lamprophiidae ·
Prosymnidae ·
Psammophiidae ·
Pseudaspididae ·
Pseudoxyrhophiidae ·
Elapidae (Koraalslangachtigen)
Superfamilie Typhlopoidea

Anomalepididae ·
Gerrhopilidae ·
Typhlopidae (Wormslangen) ·
Leptotyphlopidae (Draadwormslangen) ·
Xenotyphlopidae
Incertae sedis

Aniliidae (Woelslangen) ·
Bolyeriidae (Round Island-boa’s) ·
Homalopsidae (Waterdrogadders) ·
Pareidae ·
Tropidophiidae (Dwergboa's) ·
Viperidae (Adders) ·
Xenodermidae ·
Xenophidiidae